# Frufridagen
Frufridagen var ett inslag i radioprogrammet Karusellen 1954. Tanken var att alla husmödrar skulle få ledigt en hel dag och deras män skulle sköta hushållet och sköta barnen. Frufridagen  söndagen den 24 januari 1954 blev mycket omdiskuterad och omskriven. 1963 gjordes ett nytt försök med Frufridagen.

## Beskrivning
Reaktionen på inslaget blev intensiv och idén skapade debatt. Tidningarna fylldes av recept och praktiska tips inför frufridagen och idrottsrörelsen undrade hur det skulle gå med tävlingar och lagsporter om männen var tvungna att laga mat och byta blöjor.
Kommersiella och ideella intressenter, tidningar och poeter – alla hade åsikter i frågan. SJ passade på tillfället att erbjuda halverat biljettpris för kvinnor, vilket blev en succé med tåg som till övervägande delen hade kvinnliga passagerare.
Undersökningar om hur hushållsarbetet fördelas mellan könen genomfördes inte i Sverige förrän på 1980-talet då det konstaterades att kvinnor ägnade tre gånger så mycket tid som män till hushållsarbete. Utifrån det kan man försöka föreställa sig hur fördelningen var på 1950-talet då det rådde en striktare uppdelning av hemarbetet och de flesta gifta kvinnor inte förvärvsarbetade.

## Reprisen 1963
Nio år senare, 1963, togs idén upp ytterligare en gång i radioprogrammet Karusellen. Denna gång bestämdes att den skulle infalla söndagen den 24 november. Debatten blev inte alls lika intensiv och det var inte männens problem i köket som väckte mest uppseende, utan de rabatterade flyg- och tågresor för kvinnor som SJ, SAS och Linjeflyg erbjöd. Fler föreningar än 1954 ordnade aktiviteter kring dagen. Karusellens sista timme samsändes med TV och brukade ha omkring fem miljoner tittare varje vecka. Den här kvällen blev det ingen sådan sändning eftersom världshistorien ingrep genom att president Kennedy mördades två dagar tidigare. Programmet spelades in fredagen den 22 november, samma dag som mordet på Kennedy, men kom aldrig att sändas; programmet sågs inte av fler än de 250 personer som fanns i studiopubliken.

## Frufridagen på skiva och film
- Povel Ramels "Titta, jag diskar": Povel Ramels radioklassiker II (CD Naxos).
- Owe Thörnqvists "Frufridagen": Owe Thörnqvists bästa (CD Tornec)
- Kort journalfilm om Frufridagen finns på dvd:n Stockholm 1950-1959 ("Stockholmspärlor"), Jan Bergman Mediaproduktion.